# Honnêteté
Pour les articles ayant des titres homophones, voir Honnête, Aunette et ONET.
L'honnêteté est la qualité de ce qui est conforme à la vertu, à la morale ou à une convention reconnue.
La probité est la qualité d'une personne honnête qui respecte scrupuleusement ses devoirs, les règlements, etc. Juridiquement, en France, le code pénal définit six manquements au devoir de probité, correspondant à six types d'infractions :
- corruption ;
- trafic d'influence ;
- concussion ;
- prise illégale d'intérêts ;
- détournement de fonds publics ;
- favoritisme.

## En philosophie
En philosophie, lorsqu'on définit l'honnêteté comme la « qualité de ce qui est conforme à la vertu », l'honnêteté est une valeur morale qui se rapprocherait de la notion du « bon », en conséquence du postulat selon lequel « ce qui est juste est bon » : on affirme qu'être la chose même ou que dire la chose telle qu'elle est, c'est ce qui est juste,
En revanche, lorsqu'on définit l'honnêteté comme la « qualité de ce qui est conforme à la morale ou une convention », on affirme que la croyance en un principe qui provient d'un accord entre les individus d'une même communauté est une condition suffisante, si on agit conformément à lui, pour dire la vérité et faire ce qu'il se doit, même si cela implique de ne plus pouvoir être la chose même.

### Confucius
Selon Confucius, plusieurs vertus sont reliées à l'honnêteté :
- le « Li » ;
- le « Yi » ;
- le « Ren », qui se compose de quatre vertus dont deux d'honnêteté : zhong (la loyauté envers soi-même et les autres) et xin (la fidélité à la parole donnée qui rend un homme digne de confiance).

## L'honnêteté scientifique
Selon la philosophe Anne Fagot-Largeault : 

« Le chercheur honnête se gardera scrupuleusement de tricher, c’est-à-dire, de faire passer pour vraies, ou des affirmations irréfutables, ou des affirmations insuffisamment confirmées par l’expérience, quel que soit l’avantage qu’il pourrait en tirer (gloriole médiatique ou bénéfice financier). »

## L'honnêteté radicale
L'honnêteté radicale est la pratique qui consiste à être totalement honnête. Ce qui est entendu par « honnêteté » est le choix de s'abstenir de dire même de pieux ou de petits mensonges, mais aussi de ne pas cacher ou refréner l'expression de sa réalité/sa vérité.
Les partisans de cette pratique affirment que le mensonge est la principale source de stress humain moderne, tant pour la personne qui en est l'auteur que pour la personne qui reçoit le mensonge ou le non-dit. L'honnêteté radicale fait vivre un stress lorsque l'on s'apprête à dire sa vérité puis ce stress est libéré, tandis qu'il est conservé lorsque la vérité est tenue cachée, parfois des années durant, voire toute une vie. Le fait de parler directement et sans détour, même sur des sujets douloureux ou tabous, rendrait les gens plus heureux en créant une intimité qui est impossible lorsque l'on cache, maquille ou détourne ce qui est.[réf. nécessaire]

### Exemples
- Le président américain George Washington était une personne réputée pour ne jamais mentir.
- L'Américain Brad Blanton, chef de file du mouvement de l’Honnêteté radicale (Radical Honesty (en) en anglais), s'est présenté deux fois à la candidature au Congrès des États-Unis, en promettant de manière inédite qu’il serait un politicien honnête[6]. En 2004, il remporte 25 % des votes[7] dans le 7e district de Virginie en tant que candidat indépendant face à son adversaire Eric Cantor ; en 2006, il renonce à poursuivre, car clairement battu dans sa course à l'investiture.

En 2017, Brad Blanton en a fait une marque déposée en tant que technique de développement personnel, mais différents auteurs ont proposé des idées similaires, comme Sam Harris dans son livre Lying et Emmanuel Kant.
La technique de l'honnêteté radicale de Blanton consiste à demander aux praticiens d'exprimer leurs sentiments sans ménagement et de manière directe, laissant à l’autre la responsabilité, la liberté et le pouvoir de vivre et exprimer leurs émotions face à ce qui leur est dit. En effet, les personnes sont invitées à se mettre en connexion avec leur ressenti corporel, puis à exprimer ce qu'elles ressentent pour permettre à l'émotion d'être vécue, reconnue et de s'apaiser. Les personnes peuvent aussi exprimer ce qu'elles pensent, en assumant et discernant totalement le fait qu'il s'agit bien là de leur pensée et non de la réalité qu'elles chercheraient à imposer à l'autre. Chacun partage donc à l'autre son monde intérieur, y compris lorsque la vérité est « mauvaise à entendre ». « Radicale » n'est en effet pas ici le synonyme de « brutale » ou d'« obligatoire ».